# Рис, Петер (режиссёр)
Петер Рис (род. 1966) — кино- и телесценарист, режиссёр и продюсер. Он разработал концепцию и был исполнительным продюсером телесериала Разрушители легенд. Также является создателем, руководителем, сценаристом и участником более восьмидесяти эпизодов, участвовал в разработке и проектирование всех экспериментов, кроме одного. Рис покинул шоу в сентябре 2006 года на пике его рейтингов после творческих и финансовых разногласий с ключевыми лицами и руководителями компании.
Рис выиграл англ. Charles Heidsieck International Travel Challenge в 1993 году и, вместе с партнёром по путешествию, Питером Колеманом, написал сценарий и срежиссировал документальный фильм о событии, англ. In the Footsteps of Champagne Charlie.